# André Geneste
André Geneste (Reims, 24 de janeiro de 1930) é um ex-ciclista francês, que foi  profissional entre 1959 e 1961. Ele terminou em último lugar no Tour de France 1961.